# 8130 Зееберґ
8130 Зееберґ (8130 Seeberg) — астероїд головного поясу, відкритий 27 лютого 1976 року.
Тіссеранів параметр щодо Юпітера — 3,030.